# Carabus bertolinii
Carabus bertolinii es una especie de insecto adéfago del género Carabus, familia Carabidae. Fue descrita científicamente por Kraatz en 1878.
Habita en Italia.